# Bouhmama
Bouhmama là một đô thị thuộc tỉnh Khenchela, Algérie. Dân số thời điểm năm 2002 là 9.669 người.